# Aditia
Aditia (em védico: आदित्य; romaniz.: Āditya), no hinduísmo, são as divindades filhas de Aditi. Segundo o Rigueveda, são sete ou oito e dentre eles estão Mitra, Ariama, Baga, Varuna, Daquexa. No Maabárata, são listados 12: Mitra, Ariama, Indra, Varuna, Datri, Baga, Vivasvata, Puxa, Savita, Tevastar e Vixenu. Protegem o universo, vêem as boas e más ações das pessoas e punem os amaldiçoados.